# Cratoneuron perplicatum
Cratoneuron perplicatum là một loài Rêu trong họ Amblystegiaceae. Loài này được (Dusén) Broth. mô tả khoa học đầu tiên năm 1909.